# Maurits Post
Maurits Post, född 10 december 1645 i Haarlem, död 6 juni 1677 i Haag. Nederländsk arkitekt under den nederländska stormaktstiden åt Vilhelm III av Oranien (senare Vilhelm III av England) från 1672 fram till sin död.
Han har bland annat ritat de nederländska kungliga slotten Soestdijk, Huis ten Bosch och Noordeinde.